# Trao đổi hiện vật

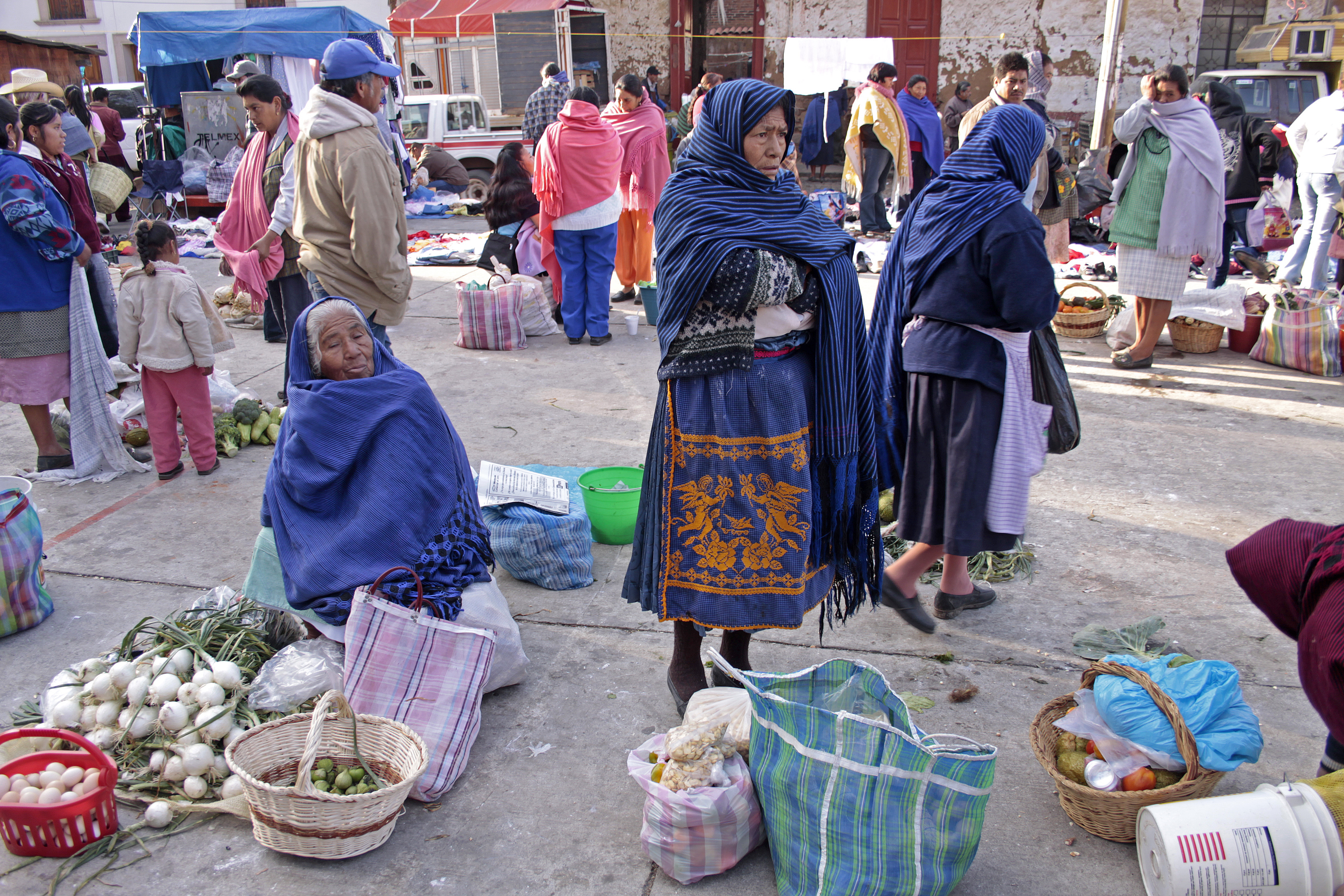
Hình thức trao đổi hiện vật trong một phiên chợ người bản địa ở Mexico

Trao đổi hiện vật (Barter hay baretor) là một hệ thống giao dịch trong đó những người tham gia giao dịch thực hiện việc trao đổi trực tiếp các loại hàng hóa hoặc dịch vụ để đổi lấy hàng hóa hoặc dịch vụ khác mà không sử dụng phương tiện trao đổi, chẳng hạn như tiền. Đây chính là phương pháp trao đổi hàng hóa và dịch vụ trực tiếp để lấy hàng hóa và dịch vụ khác mà không cần tới phương tiện trao đổi (tức không sử dụng tiền). Để phương pháp này thành công, người ta cần có sự trùng khớp nhu cầu của các bên tham gia trao đổi. Các nhà kinh tế kể từ thời Adam Smith (1723–1790) thường tưởng tượng các xã hội tiền hiện đại là những ví dụ để sử dụng sự kém hiệu quả của trao đổi hàng hóa để giải thích sự xuất hiện của tiền tệ, của kinh tế, và do đó là kỷ luật của chính kinh tế. Những hạn chế của trao đổi hàng lấy hàng thường được giải thích về mặt không hiệu quả của nó trong việc tạo điều kiện trao đổi so với việc sử dụng tiền tệ làm trung gian.
Các nhà kinh tế thường phân biệt loại kinh tế theo hình thức hàng đổi hàng với nền kinh tế quà tặng theo nhiều cách, chẳng hạn, trao đổi hàng hóa với đặc điểm có đi có lại (trao đổi qua lại), không bị trì hoãn về mặt thời gian. Trao đổi hàng hóa thường diễn ra trên cơ sở giao dịch tay đôi, nhưng có thể có nhiều bên tham gia (nếu nó được trung gian thông qua trao đổi thương mại). Ở hầu hết các nước phát triển, trao đổi hàng hóa thường tồn tại song song với các hệ thống tiền tệ ở một mức độ rất hạn chế. Các tác nhân thị trường sử dụng hàng đổi hàng thay thế tiền làm phương thức trao đổi trong thời kỳ khủng hoảng tiền tệ, chẳng hạn như khi tiền tệ trở nên không ổn định (chẳng hạn như siêu lạm phát hoặc khi rơi vào vòng xoáy giảm phát) hoặc đơn giản là không thể tiến hành việc giao thương, mậu dịch. Trao đổi hiện vật cho phép các cá nhân giao dịch các mặt hàng mà họ đã có nhưng không sử dụng đến để lấy các mặt hàng mà họ cần trong khi vẫn có thể giữ tiền mặt trong tay để thanh toán cho các chi phí không thể thanh toán qua trao đổi hiện vật như các khoản thế chấp, chi phí giáo dục, hóa đơn y tế và các tiện ích như điện nước. Trao đổi hiện vật cũng có thể có lợi ích về mặt tâm lý vì nó có thể tạo mối quan hệ cá nhân sâu sắc hơn giữa các đối tác thương mại so với giao dịch kiểu giao dịch bằng  tiền thông thường.